# Pteridocalyx
Pteridocalyx  es un género con dos especies de plantas con flores perteneciente a la familia de las rubiáceas. 
Es nativo de Guyana.

## Especies
- Pteridocalyx appunii Wernham (1911).
- Pteridocalyx minor Wernham (1913).